# Şöhrat Söýünow
Şöhrat Söýünow (Distretto di Garaşsyzlyk, 8 marzo 1992) è un calciatore turkmeno, difensore dell'Altyn Asyr e della nazionale turkmena.

## Carriera

### Club
Gioca dal 2010 al 2014 all'HTTU Aşgabat. Nel 2015 si trasferisce all'Altyn Asyr.

### Nazionale
Debutta in nazionale il 23 marzo 2011, in Taipei Cinese-Turkmenistan.